# 平壌神社
平壌神社（へいじょうじんじゃ）は、朝鮮平安南道平壌府（現・朝鮮民主主義人民共和国平壌直轄市）にあった神社である。旧社格は国幣小社。
祭神は天照大神・国魂大神であった。

## 歴史
1913年（大正2年）1月1日に鎮座祭が行われ、1916年（大正5年）5月4日に正式な神社になった。1936年（昭和11年）9月に新しい社殿が落成し、1937年（昭和12年）5月15日、慶尚北道大邱府の大邱神社とともに国幣小社に列格した。1945年（昭和20年）、玉音放送により第二次世界大戦の日本の降伏が国民に伝えられた8月15日の夜、平壌神社は放火により焼失した。その後、再建されることなく廃座された。
鎮座地は牡丹峰（ぼたんほう、モランボン）と呼ばれる小高い丘の南端で、平壌の景勝地である。1946年に平壌神社の跡地には牡丹峰劇場が建設されている。